# Liste der denkmalgeschützten Objekte in Brunn an der Wild
Die Liste der denkmalgeschützten Objekte in Brunn an der Wild enthält die 13 denkmalgeschützten, unbeweglichen Objekte der niederösterreichischen Gemeinde Brunn an der Wild.

## Denkmäler
| Foto |                 | Denkmal                                                                        | Standort                                                       | Beschreibung | Metadaten |
| ---- | --------------- | ------------------------------------------------------------------------------ | -------------------------------------------------------------- | --- | --- |
| ja   | Datei hochladen | Ortskapelle Atzelsdorf HERIS-ID: 49475 Objekt-ID: 53216                        | Atzelsdorf 8, gegenüber Standort KG: Atzelsdorf                | Die Ortskapelle von Atzelsdorf, Anfang des 19. Jahrhunderts erbaut, hat einen runden Abschluss und einen vorgestellten Westturm mit Pyramidenhelm und profiliertem Giebelkranz. Der Innenraum ist kreuzgratgewölbt. | BDA-Hist.: Q38034086 Status: § 2a Stand der BDA-Liste: 2025-06-30 Name: Ortskapelle Atzelsdorf GstNr.: 85/6                                                           |
| ja   | Datei hochladen | Ortskapelle Dappach HERIS-ID: 49589 Objekt-ID: 53471                           | Dappach 15, neben Standort KG: Dappach                         | Die neugotische Ortskapelle von Dappach, um 1900 erbaut, hat Strebepfeiler und einen niedrigen Chor mit 5⁄8-Schluss. Der Turm, in der oberen Zone achteckig mit spitzbogigen Schallfenstern und profiliertem Gesims mit Kerbschnittprofil, wird von einem Spitzhelm bekrönt. Die Apsis verfügt über ein Rippengewölbe auf Konsolen. Zur Ausstattung zählen ein neugotisches Tabernakel und ein Altarbild Taufe Christi. | BDA-Hist.: Q38034823 Status: § 2a Stand der BDA-Liste: 2025-06-30 Name: Ortskapelle Dappach GstNr.: 63                                                                |
| ja   | Datei hochladen | Kath. Pfarrkirche hl. Laurentius und Friedhof HERIS-ID: 49594 Objekt-ID: 53485 | Dietmannsdorf an der Wild 16, neben Standort KG: Dietmannsdorf | Die Pfarrkirche von Dietmannsdorf ist dem Stift Altenburg inkorporiert. Sie liegt leicht erhöht westlich des Angers und ist von einem Kirchhof mit Bruchsteinmauer umgeben. Der ursprünglich romanische Bau wurde im 15. Jahrhundert gotisiert und 1666 barockisiert. Die Kirche ist von einem ehemaligen Friedhof und einer Bruchsteinmauer umgeben. | BDA-Hist.: Q38034851 Status: § 2a Stand der BDA-Liste: 2025-06-30 Name: Kath. Pfarrkirche hl. Laurentius und Friedhof GstNr.: 1 Pfarrkirche Dietmannsdorf an der Wild |
| ja   | Datei hochladen | Pfarrhof HERIS-ID: 50292 Objekt-ID: 55113                                      | Neukirchen an der Wild 1 Standort KG: Neukirchen               | Der Pfarrhof von Neukirchen verfügt im Kern über Bauteile aus dem 16. Jahrhundert und wurde im 19. Jahrhundert in die heutige Form gebracht. Er ist von einer Mauer umgeben. Ein kreuzgratgewölbter Raum im Inneren könnte ursprünglich als Kapelle genutzt worden sein. Andere Räume, vor allem im Obergeschoß, sind durch profilierte Stuckspiegel und Medaillons aus dem 18. Jahrhundert gegliedert. Der Pfarrhof hat vier hölzerne Ölfiguren von Ende des 17. Jahrhunderts in Verwahrung. Erwähnenswert sind auch der Grabstein des Hans von Matschach (Anfang 15. Jahrhundert), mit Schmerzensmann und Ritterfigur, aus der ehemaligen Andreaskapelle. Am Kirchhof befinden sich barocke Grabsteine aus dem 18. Jahrhundert. Eine Inschriftkartusche in der Aufbahrungshalle erinnert an Rosina Koller, die im 17. Jahrhundert gelebt hat. | BDA-Hist.: Q38039185 Status: § 2a Stand der BDA-Liste: 2025-06-30 Name: Pfarrhof GstNr.: 2 Pfarrhof Neukirchen, Brunn an der Wild                                     |
| ja   | Datei hochladen | Kath. Pfarrkirche hl. Martin und Friedhof HERIS-ID: 50293 Objekt-ID: 55114     | Neukirchen an der Wild 1, neben Standort KG: Neukirchen        | Die Pfarrkirche von Neukirchen ist ein im Kern romanischer Bau mit frühgotischem Rechteckchor. Das Langhaus wurde 1523 zu einer zweischiffigen Halle umgebaut. Im nördlichen Chorwinkel erhebt sich der romanische Turm. Die Kirche ist von einer mittelalterlichen Umfassungsmauer mit regelmäßigem Quadermauerwerk im unteren und opus spicatum im oberen Teil umgeben. | BDA-Hist.: Q38039196 Status: § 2a Stand der BDA-Liste: 2025-06-30 Name: Kath. Pfarrkirche hl. Martin und Friedhof GstNr.: 6, 7 Pfarrkirche hl. Martin, Neukirchen     |
| ja   | Datei hochladen | Figurenbildstock Maria Immaculata HERIS-ID: 31886 Objekt-ID: 28892             | Neukirchen an der Wild 7, gegenüber Standort KG: Neukirchen    | Der Figurenbildstock Maria Immaculata stammt aus der Zeit um 1700. | BDA-Hist.: Q37944943 Status: § 2a Stand der BDA-Liste: 2025-06-30 Name: Figurenbildstock Maria Immaculata GstNr.: 80/1                                                |
| ja   | Datei hochladen | Bildstock Raaberkreuz HERIS-ID: 31887 Objekt-ID: 28893                         | Neukirchen an der Wild 19, südlich Standort KG: Neukirchen     | Das Raaberkreuz befindet sich südlich des Ortes. Auf einem abgefasten Schaft ruht ein Steinkreuzaufsatz. Es trägt die Inschrift „1598“. | BDA-Hist.: Q37944952 Status: § 2a Stand der BDA-Liste: 2025-06-30 Name: Bildstock Raaberkreuz GstNr.: 156/3 Wayside shrine Raaberkreuz, Neukirchen                    |
| ja   | Datei hochladen | Brunnen hl. Florian HERIS-ID: 31888 Objekt-ID: 28894                           | Neukirchen an der Wild 2, vor Standort KG: Neukirchen          | Der erneuerte Brunnen mit Floriansfigur stammt aus der ersten Hälfte des 18. Jahrhunderts (?). | BDA-Hist.: Q37944964 Status: § 2a Stand der BDA-Liste: 2025-06-30 Name: Brunnen hl. Florian GstNr.: 80/1                                                              |
| ja   | Datei hochladen | Figurenbildstock hl. Johannes Nepomuk HERIS-ID: 66599 Objekt-ID: 79503         | Standort KG: Neukirchen                                        | Auf der Grünfläche östlich des Pfarrhofs steht eine Statue Johannes Nepomuks. | BDA-Hist.: Q38113840 Status: § 2a Stand der BDA-Liste: 2025-06-30 Name: Figurenbildstock hl. Johannes Nepomuk GstNr.: 1                                               |
| ja   | Datei hochladen | Pfarrhof, ehem. Schloss Sumarein HERIS-ID: 50630 Objekt-ID: 55771              | Sankt Marein 1 Standort KG: St. Marein                         | Der Pfarrhof von St. Marein – ehemals Schloss Sumarein – ist eine zweigeschoßige hakenförmige Anlage mit zwei separaten Trakten, umgeben von einer Bruchsteinmauer und einem im Westen angrenzenden Garten. Die erste urkundliche Erwähnung der Anlage verweist auf das Jahr 1537. 1665 wurden Teile davon abgebrochen. Am Nordflügel und im Süden ist sie durch je ein rundbogiges, innen gequadertes, außen abgefastes Portal mit ornamentiertem Keil- und Kämpferstein von Ende des 16. Jahrhunderts zugänglich. Die nördliche Torhalle hat ein Kreuzgratgewölbe, von einem Wulststab begleitet, mit mittleren Rosetten. Der lange, zweistöckige Wohntrakt verfügt über eine Ortsteinfassung und ein Ortsteinband unter der Traufe. Das Obergeschoß ist mit profilierten Steingewändefenstern und gekehlten Sohlbänken versehen. Die Innenräume sind in beiden Geschoßen mit Kreuzgratgewölben und Stichkappentonnen ausgestattet. Ein Werk des 17. Jahrhunderts sind die bemerkenswerten, kassettierten Holztüren. Der Mittelsaal verfügt über schweren Stuck aus der Zeit um 1670, mit Blattgränzen, Rosetten und Muscheldekor. Im Nordwesten liegt ein Wagenschuppen mit Stichbogenöffnung, der auf den Anfang des 19. Jahrhunderts datiert wird; daneben ein Kellerraum mit abgefastem, rundbogigem Gewände und Tonnengewölbe aus dem 16./17. Jahrhundert. Im Südwesten ist in der Umfassungsmauer eine Nischenkapelle mit Satteldach zu sehen, die im 19. Jahrhundert gebaut wurde. Der Pfarrhof hat verschiedene Möbel, Bilder und Skulpturen in Verwahrung. | BDA-Hist.: Q38041357 Status: § 2a Stand der BDA-Liste: 2025-06-30 Name: Pfarrhof, ehem. Schloss Sumarein GstNr.: 41/1                                                 |
| ja   | Datei hochladen | Kath. Pfarrkirche hl. Maria HERIS-ID: 50631 Objekt-ID: 55772                   | Sankt Marein 34, neben Standort KG: St. Marein                 | Die Marienkirche in St. Marein ist eine ehemalige Wallfahrtskirche, die dem Stift Altenburg inkorporiert ist. Der basilikale Barockbau wurde über gotischen Grundmauern errichtet. Der Chor hat einen Fünfachtelschluss und symmetrischen Anbauten. Der gotische Turm erhebt sich an der Ostseite des südlichen Seitenschiffs. Die Kirche wurde 1281 erstmals urkundlich erwähnt. Die Pfarre existiert seit 1326. | BDA-Hist.: Q38041369 Status: § 2a Stand der BDA-Liste: 2025-06-30 Name: Kath. Pfarrkirche hl. Maria GstNr.: 1 Pfarrkirche hl. Maria, St. Marein                       |
| ja   | Datei hochladen | Bildstock HERIS-ID: 31889 Objekt-ID: 28897                                     | Standort KG: St. Marein                                        | Nördlich von St. Marein befindet sich ein Nischenbildstock des 18. Jahrhunderts mit geschweiftem Giebel. | BDA-Hist.: Q37944975 Status: § 2a Stand der BDA-Liste: 2025-06-30 Name: Bildstock GstNr.: 277 Wayside shrine north of St. Marein, Brunn an der Wild                   |
| ja   | Datei hochladen | Ortskapelle Waiden HERIS-ID: 31890 Objekt-ID: 28898                            | Waiden 4, gegenüber Standort KG: Waiden                        | Die Ortskapelle in Waiden wurde in der zweiten Hälfte des 19. Jahrhunderts erbaut. Sie hat einen Chor mit Dreiachtelschluss und einen Westturm. Im Turm befindet sich eine Nische mit einer in der ersten Hälfte des 18. Jahrhunderts angefertigten Nepomuk-Statue. | BDA-Hist.: Q37944985 Status: § 2a Stand der BDA-Liste: 2025-06-30 Name: Ortskapelle Waiden GstNr.: 1056/16                                                            |